# 희성폴리머
희성폴리머(영어: Heesung Polymer)는 희성그룹 계열의 포장재 제조 기업이다.

## 연혁
- 1962년 6월 삼진알루미늄(주) 설립
- 1974년 9월 유니온포리마(주) 설립
- 1991년 3월 '삼진알루미늄(주)'에서 '삼진화학주식회사'로 사명 변경
- 1994년 10월 '유니온포리마(주)'에서 '한화포리마주식회사'로 사명 변경
- 2003년 12월 삼진화학(주) - 한화포리마(주) 합병
- 2015년 10월 희성폴리머로 사명 변경

## 제품
- 코팅막재 제조
- 필름/시트 제조